# 30269 Anandapadmanaban
30269 Anandapadmanaban è un asteroide della fascia principale. Scoperto nel 2000, presenta un'orbita caratterizzata da un semiasse maggiore pari a 2,3678715 UA e da un'eccentricità di 0,1437388, inclinata di 2,93573° rispetto all'eclittica.